# Leović
Leović (izvirno srbsko Леовић) je naselje v Srbiji, ki upravno spada pod Občino Ljubovija; slednja pa je del Mačvanskega upravnega okraja.

## Demografija
V naselju živi 293 polnoletnih prebivalcev, pri čemer je njihova povprečna starost 47,6 let (44,2 pri moških in 51,8 pri ženskah). Naselje ima 117 gospodinjstev, pri čemer je povprečno število članov na gospodinjstvo 2,72.
To naselje je, glede na rezultate popisa iz leta 2002, večinoma srbsko, a v času zadnjih treh popisov je opazno zmanjšanje števila prebivalcev.
|  |

| Demografija | Demografija     | Demografija     |
| Leto        | Št. prebivalcev | Št. prebivalcev |
| ----------- | --------------- | --------------- |
|             |                 |                 |
|             |                 |                 |
|             |                 |                 |
|             |                 |                 |
| 1948        | 921             |                 |
| 1953        | 953             |                 |
| 1961        | 993             |                 |
| 1971        | 801             |                 |
| 1981        | 623             |                 |
| 1991        | 486             | 486             |
| 2002        | 318             | 318             |
|             |                 |                 |

| Etnična sestava po popisu iz leta 2002 | Etnična sestava po popisu iz leta 2002 | Etnična sestava po popisu iz leta 2002 | Etnična sestava po popisu iz leta 2002 | Etnična sestava po popisu iz leta 2002 |
| -------------------------------------- | -------------------------------------- | -------------------------------------- | -------------------------------------- | -------------------------------------- |
| Srbi                                   | Srbi                                   |                                        | 315                                    | 99,05%                                 |
| Neznano                                | Neznano                                |                                        | 2                                      | 0,62%                                  |